# Ханіціо
Ханіціо (ісп. Isla de Janitzio) — острів та однойменне місто (ісп. Janitzio), що знаходиться на озері Пацкуаро в мексиканському штаті Мічоакан, розташованому на висоті 2035 м над рівнем моря.